# Scherzo
Een scherzo (lett.: scherts, grap, uit het Italiaans, dat het aan het Duits heeft ontleend) is een muziekstuk. Meestal is het onderdeel van een meerdelig muziekwerk, zoals een symfonie, sonate of strijkkwartet. In de geschiedenis is de definitie meerdere malen gewijzigd, maar tegenwoordig wordt het meestal gezien als de vervanger van het menuet als derde deel in vierdelige muziekwerken. Het menuet, driekwartsmaat in gematigd tempo, was bij uitstek de dans van en het symbool voor de adel. De vervanging ervan na de Franse Revolutie door het veel snellere scherzo, vaak presto, kan worden gezien als een politiek-kritische kunstdaad. Scherzo kan ook refereren aan een snelle en humoristische compositie die al dan niet onderdeel is van een grotere compositie. 

## Ontstaan
In de barokperiode werd de term gebruikt voor zowel vocale als instrumentale composities, zoals de Scherzi musicali van Claudio Monteverdi of het scherzo van Bachs 3e partita voor klavecimbel. 
Later (ongeveer vanaf de werken van Beethoven) ontwikkelde het scherzo zich via het menuet, waarna het dat verving als deel in meerdelige muziekwerken. Het staat over het algemeen in een 3/4 maatsoort, net als het menuet, maar is een stuk sneller en meestal ook luchtiger. In de romantiek groeide het scherzo uit tot zelfstandig muziekgenre, bijvoorbeeld Chopin, 4 Scherzo's.
Een kort scherzo noemt men een scherzino of scherzetto.

## Vorm

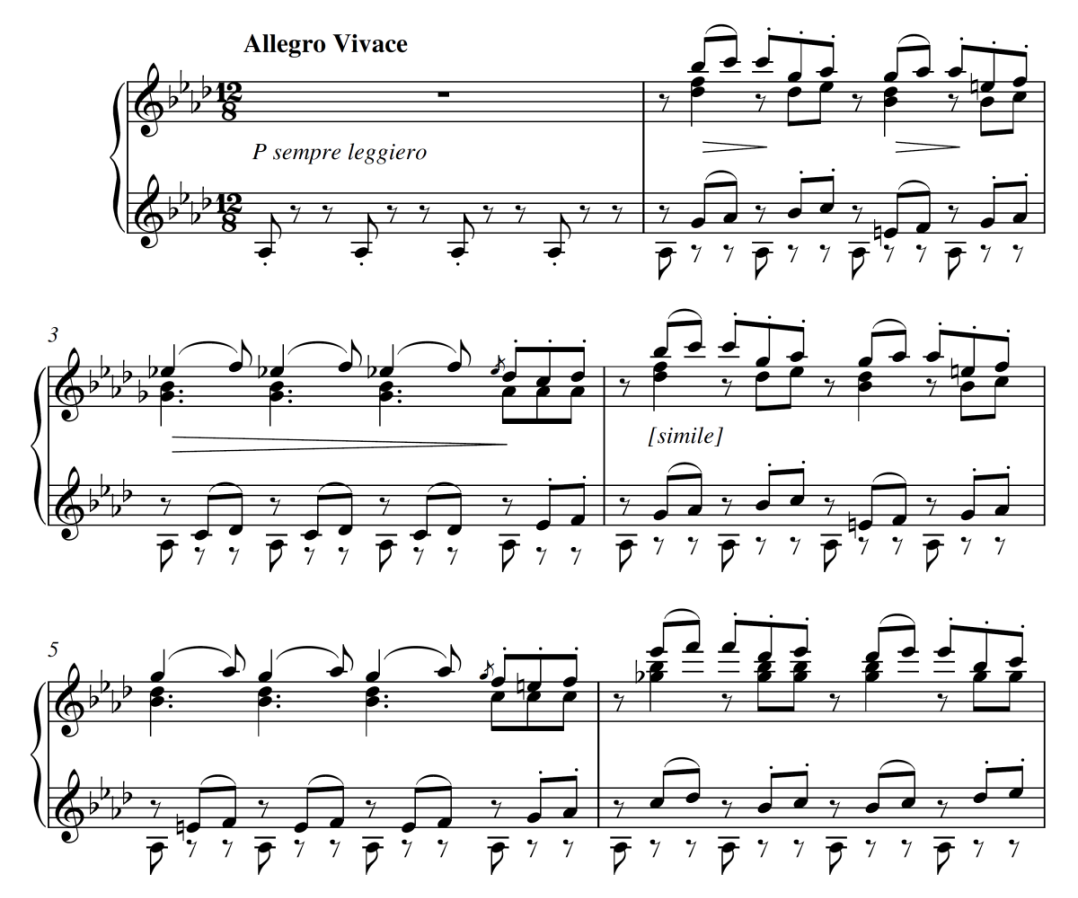
Partituur van het begin van het Scherzo in As van Aleksander Borodin

Meestal (en vooral na de barok) heeft het scherzo een A-B-A(da capo) vorm, met name in de classicistische en vroegromantische periode. 
- Het A-gedeelte is meestal binair van vorm: het bestaat uit twee helften, die elk doorgaans herhaald worden |:A1-A1:||:A2-A2:|.
- Het B-gedeelte contrasteert met het A-gedeelte en is rustiger van karakter en dikwijls in een andere toonsoort geschreven. Het B-gedeelte heeft dan vaak het karakter van een trio, en bouwt daarmee voort op de traditie van de oudere menuetten, die vaak ook bestonden uit een menuet + trio + menuet(da capo).
- Na het trio-gedeelte wordt doorgaans het A-gedeelte herhaald.

In de romantiek werd geleidelijk deze vorm bij sommige componisten losgelaten of uitgebreid, en komt men ook complexere vormen tegen, zoals (introductie)-A-B-A-(B)-(coda). Ook werd het scherzo door veel componisten tot een losstaand genrestuk omgevormd: zo treft men dus los van de sonate losse scherzi aan. Een bekend voorbeeld van het scherzo als zelfstandige compositie vormen de 4 Scherzi (1e in b klein op. 20, 2e in bes klein op. 31, 3e in cis klein op. 39 en 4e in E groot op. 54) van Frédéric Chopin. Een voorbeeld van een zeer kort, en moderner scherzo is het Scherzo van Igor Stravinsky.